# Benito Jerónimo Feijoo
Fray Benito Jerónimo Feijoo y Montenegro, född den 8 oktober 1676 i byn Casdemiro i närheten av Orense, död den 26 september 1764 i Oviedo, var en spansk skriftställare och benediktinmunk, teologie doktor och professor. 
Feijoo, som var i besittning av en omfattande lärdom, förde under hela sitt liv en ihärdig kamp mot tidens vidskepelser och fördomar. Han var i mångt och mycket en föregångsman, arbetade för utsträckt folkbildning, kvinnans rättigheter, uppträdde reformerande på det kyrkliga området och intog en mycket avancerad politisk ståndpunkt. Hans skrifter, som omfattar filosofi, historia, statskunskap, filologi, naturalhistoria, geografi, matematik, fysik, astronomi, medicin, litteratur och konst, är samlade i hans encyklopediska arbete Teatro crítico universal (8 band, 1726–1739) och i Cartas eruditas y curiosas (5 band, 1742–1760). Därtill kommer hans poetiska arbeten, Desengaño y conversión de un pecador och A la conciencia. År 1876 utkom den femte upplagan av hans skrifter, som då utgått i tillsammans en halv miljon volymer. Feijoo åtnjöt europeiskt rykte och hans arbeten översattes till italienska, franska, tyska, engelska med flera språk. Feijoo förvärvade en stor förmögenhet, som uteslutande användes till barmhärtighetsverk och han dog fattig. Hans staty är rest framför nationalbiblioteket i Madrid. Ett urval av hans skrifter finns i Rivadeneyras Biblioteca de autores españoles, volym 56.